# 探測器號系列探測器
探测器号飞船(Зонд，俄语“探测器”)是前苏联于1964年至1970年期间发射的两种不同系列的无人航天器。第一种系列基于3MV型行星探测器，主要目的是收集附近行星的信息。
第二种系列是作为载人绕月飞行的先期试验性航天器，采用精简版的联盟号飞船，即只有服务舱和降落舱，没有轨道舱。
搭载在探测器5号上的两只陆龟和其他生物成为首批绕月旅行并返回地球的地球生物。
 

## 基于3MV行星探测器的任务

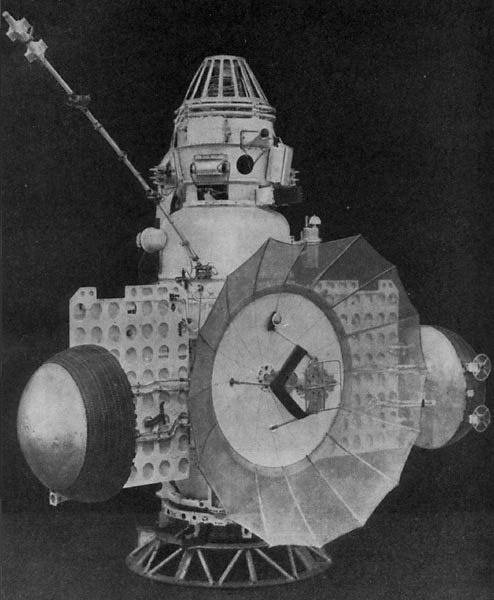
3MV系列之一的探测器2号(星际飞船)

基于3MV行星探测器平台的前三次任务旨在探索金星和火星，在两次失败后，探测器3号被发射升空以执行测试任务，并成为第二艘成功拍摄月球背面照片的航天器(继月球3号之后)。随后，它继续进入火星轨道，以进行遥控和航天器系统测试。 
 

## 绕月飞行任务
探测器4号到探测器8号的任务是登月竞赛期间为苏联载人登月计划作试飞。都是对执行登月任务的联盟7K-L1号航天器精简而成，以便它们能被发射到环地-月的轨道上。这些探测器全部由质子运载火箭发射，其功率刚好足以将“探测器号”送入绕月的 "自由返回轨道"，而非进入环月轨道(与阿波罗13号紧急中止时的飞行轨道相同)。经过少量改装，探测器号能搭载两名宇航员。
开始阶段，虽然新质子火箭和类似的新型联盟号飞船都存在严重的可靠性问题，但试飞仍坚持继续推进。1967年至1970年的大部分试飞(探测器4号至探测器8号)，在重返大气层期间都出现了问题。
探测器号航天器只进行了无人驾驶的自动飞行，其中四艘发生了故障，这可能会造成所有乘员受伤或死亡。任务试飞中的仪器收集了有关微流星体通量、太阳和宇宙射线、磁场、无线电发射和太阳风等数据。拍摄了许多照片，还进行了生物搭载实验。

## 發射時序

### 3MV行星探測器任務
| 探測器名稱 | 發射日期       | 任務                                                   |
| ---------- | -------------- | ------------------------------------------------------ |
| 探測器1号  | 1964年4月2日   | 預計1964年7月14日飛掠金星，不過在1964年5月14日失去聯繫 |
| 探測器2號  | 1964年11月30日 | 預計1965年8月6日飛掠火星，不過在1964年5月失去聯繫      |
| 探測器3號  | 1965年7月18日  | 1965年7月20日飛掠月球                                  |

### 联盟 7K-L1/L1S測試任務
| 探測器名稱    | 發射日期       | 任務 |
| ------------- | -------------- | --- |
| 宇宙146       | 1967年3月10日  | 由質子號運載火箭發射至高橢圓地球軌道                                                                                                   |
| 宇宙154       | 1967年4月8日   | 由質子號運載火箭發射，飛掠月球 |
| 探測器1967A號 | 1967年9月28日  | 預定飛掠月球，不過發射後67秒後偏離軌道，逃逸火箭啟動，發射失敗                                                                         |
| 探測器1967B號 | 1967年11月22日 | 預定飛掠月球，第二節未能啟動，逃逸火箭啟動，發射失敗                                                                                   |
| 探測器4号     | 1968年3月2日   | 預定飛掠月球，航行至距地球30萬公里的地方，但返回艙並未分離，導致返回角度過大，最後自毀於非洲上空                                       |
| 探測器1968A號 | 1968年4月22日  | 預定飛掠月球，發射260秒後失控，發射失敗                                                                                                |
| 探測器1968B號 | 1968年7月21日  | 預定飛掠月球，運載火箭爆炸，造成3人死亡                                                                                                |
| 探測器5號     | 1968年9月14日  | 環繞月球，成功飛掠月球並返回地球。攜帶的海龜等生物是第一個環繞其他星體的生命                                                           |
| 探測器6號     | 1968年11月10日 | 環繞月球，成功飛掠月球並返回地球。攜帶有生命體、相機                                                                                   |
| 探測器1969A號 | 1969年1月20日  | 預定飛掠月球，第二節提早25秒關閉，未能進入軌道                                                                                         |
| 探測器L1S-1號 | 1969年2月21日  | 預定進行環繞月球並返回地球的任務，在發射68.7秒後，發動機停機。最後爆炸                                                                 |
| 探測器L1S-2號 | 1969年7月3日   | 一顆鬆動螺柱被吸入燃料泵，導致控制系統停止了30台中的29台發動機，發動機停機23秒後火箭爆炸，炸毀了發射塔，成為火箭應用史上最大規模的爆炸 |
| 探測器7號     | 1969年8月7日   | 成功飛掠月球並返回地球。攜帶有生命體、相機                                                                                             |
| 探測器8号     | 1970年10月20日 | 成功飛掠月球並返回地球。攜帶有生命體、相機                                                                                             |
| 探測器9號     | 取消           | |
| 探測器10號    | 取消           | |

## 图片

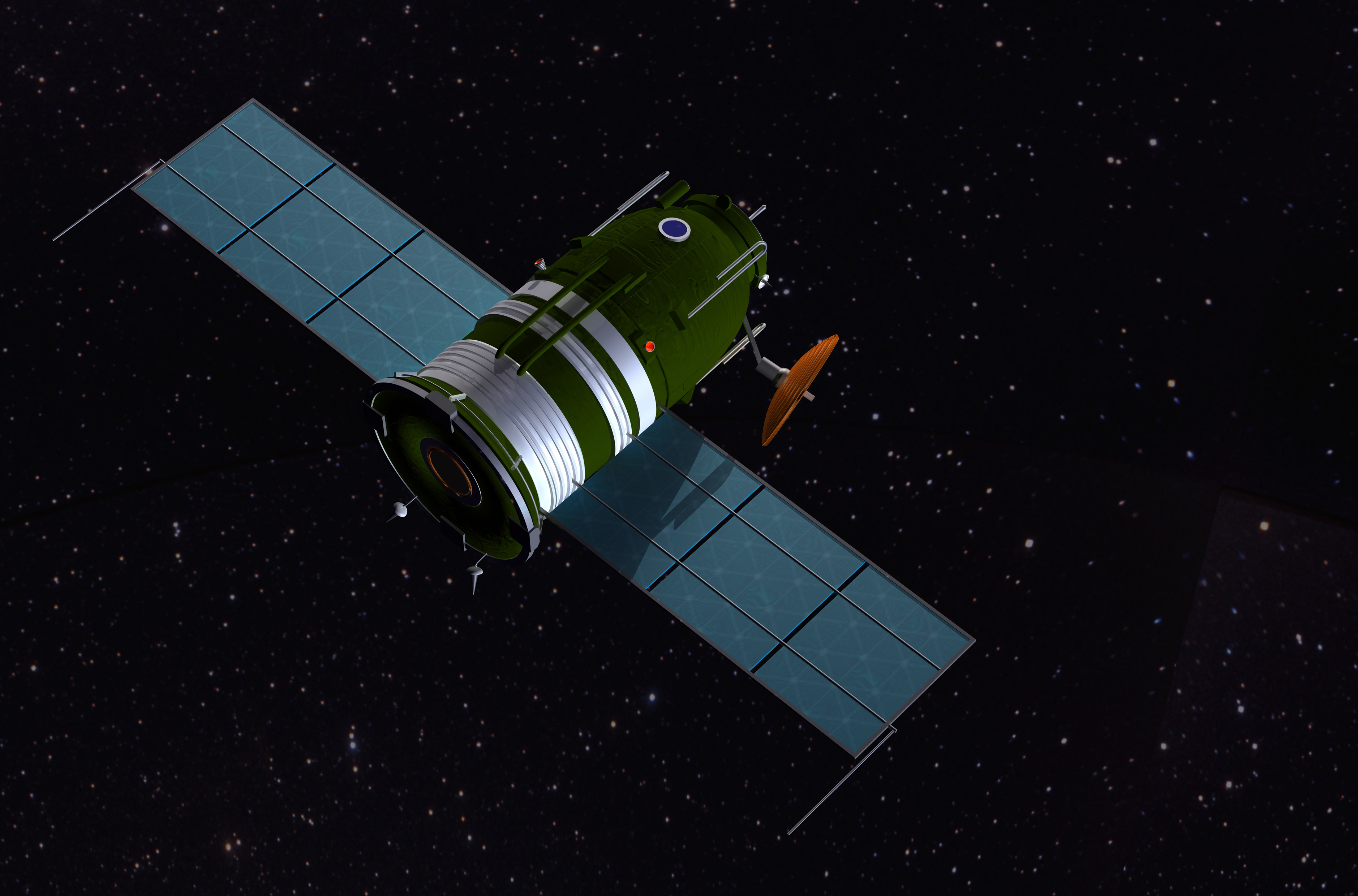
绕月的探测器号系列探测器飞船前往月球。艺术家的印象图。

## 参看
- 探測器5號
- 太陽系探測器列表